# 赤外分光法
赤外分光法（せきがいぶんこうほう、infrared spectroscopy、 略称IR）とは、測定対象の物質に赤外線を照射し、透過（あるいは反射）光を分光することでスペクトルを得て、対象物の特性を知る方法のことをいう。対象物の分子構造や状態を知るために使用される。

塩化水素の赤外吸収スペクトル。振動準位・回転準位の遷移に由来する構造が明確に現れている。

## 概要
物質は、赤外線を照射すると、それを構成している分子が光のエネルギーを吸収し、量子化された振動あるいは回転の状態が変化する。したがって、ある物質を透過（あるいはある物質で反射）させた赤外線は、照射した赤外線よりも、分子の運動の状態遷移に使われたエネルギー分だけ弱いものとなっている。この差を検出することで、分子に吸収されたエネルギー、言い換えれば対象分子の振動・回転の励起に必要なエネルギーが求まる。
分子の振動・回転の励起に必要なエネルギーは、分子の化学構造によって異なる。したがって、照射した赤外線の波数を横軸に、吸光度を縦軸にとることで得られる赤外吸収スペクトルは、分子に固有の形を示す。これにより、対象とする物質がどのような構造であるかを知ることができ、特に有機化合物の構造決定によく使われている。スペクトルのうち、波数が1500cm-1以上の部分を診断領域、それ以外の部分を指紋領域という。前者は二重結合、三重結合そして水素原子と結合するものの、後者は単結合の振動励起の結果が表される。
また、同じ分子であっても、温度や周囲の状況（自由に動いているか、何かの表面に吸着しているか、など）によって、赤外スペクトルは微妙に変化する。これより、物質の表面構造などについても知ることができる。
赤外分光法は、他の分光法に比べて感度が高いため、気体や微量の試料を対象とすることの多い物理化学の研究においてもよく使用されている。特に小さな分子の振動・回転スペクトルは非常に細かい構造まで観測できるため、理論化学によって得られた結果に実験的な裏付けを与えるものとしても利用されている。

## 理論
赤外線の吸収は、分子振動に伴って双極子モーメントが変化する場合に生じる。一方、ラマン効果は分子の振動により分極率が変化する場合に観測される。
一酸化炭素(CO)や塩化水素(HCl)などの振動は、赤外分光法でもラマン分光法でも観測される。一方、水素分子 (H2)や窒素分子(N2)などの等核二原子分子では、振動が起こっても双極子モーメントは変化しないため、赤外吸収は示さない（分極率は変化するため、ラマン散乱は観測される）。

## 有機化学での利用

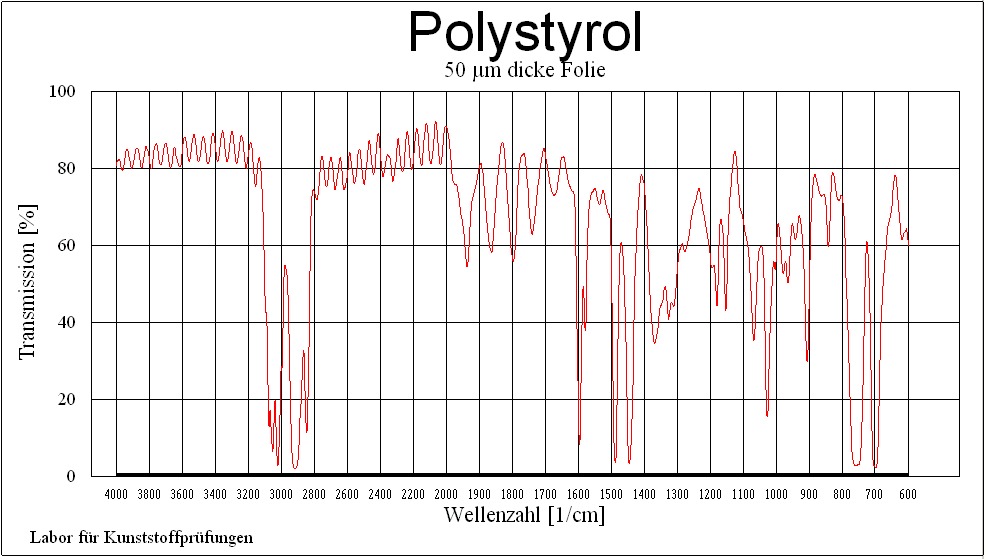
ポリスチレンフィルムの赤外線吸収スペクトル。3100-3000 cm の吸収帯はベンゼン環の C-H 伸縮振動、3000-2800 cm の吸収帯はメチレンの C-H 伸縮振動に帰属される。

赤外線吸収スペクトルは、比較的簡単な装置で測定できるため、古くから化学物質の同定に用いられてきた。
赤外線の吸収される波長は、分子の官能基（金属錯体の場合は配位子）にだいたい固有なので、測定対象分子に含まれる官能基が分かる。特に特性基としてヒドロキシ基 (O-H)、カルボニル基 (C=O) あるいは ニトロ基 (NO2) などは特徴ある強い吸収を示すので、ニトロ化合物、ケトン、アルデヒド、カルボン酸、カルボン酸誘導体、アルコール、フェノール類の定性は容易である。
特に 1300～650cm-1の領域（指紋領域）には細かい吸収が多数みられ、そのパターンは物質に固有のものとなる。したがって、この領域の吸収を既知試料やスペクトルデータベースと照合することで、その物質が何かを同定することが可能である。

## 吸収バンド
赤外分光法は構造を調べるために用いられる。それぞれの官能基は特徴的な吸収強度・吸収エネルギー（波数）を持っている。バンドのエネルギーは以下に示す相関表に要約されている。

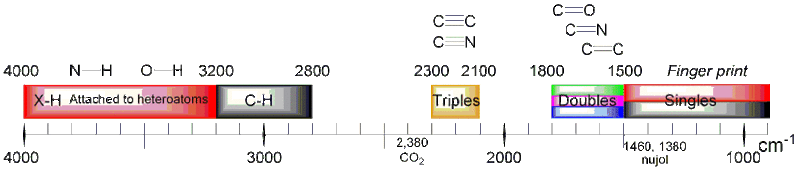

## 装置構成
現在よく用いられている赤外分光装置は、フーリエ変換型赤外分光(FT-IR)のものである。この装置は、主に光源、試料設置部、分光部、および検出器からなる。ここでは、その構成の概要を示す。なお、FT-IR以外に回折格子を用いた分散型赤外分光光度計（モノクロメーターの原理を用いた分光光度計）もある。

### 光源
主な光源としては、12500～3800cm-1の領域はタングステン・ヨウ素ランプが、7800～240cm-1の領域では高輝度セラミック光源が用いられる。

### 試料部
試料の調製法には、測定対象に応じて以下の方法が用いられる。

#### 透過測定
ヌジョール法
測定物質を赤外線を透過する溶媒に溶かし、岩塩板で挟む。溶媒は多くの場合、流動パラフィンが用いられる。
液膜法
測定物質が液体である場合に、測定物質を塩化ナトリウム(NaCl)や臭化カリウム(KBr)等の、赤外線を透過する窓板で挟む。
錠剤法
臭化カリウム(KBr)の粉末に測定物質を均一に混ぜ、プレスして錠剤に成型する。
これらの測定法は、窓板を左右に挟んだ筒型等の特殊なセルを用いた場合は、気体（ガス）を透過測定する事も可能である。

#### 反射測定
反射吸収(Reflection absorption, RA)法
金属表面上の薄膜や分子吸着種の赤外スペクトルを、高感度に測定できる方法。通常、赤外線のp-偏光を大きな入射角 (grazing angle) で入射し、その反射光を測定する。試料とバックグラウンドの反射率の比から吸光度を求めた反射吸光度 (reflection‐absorbance) を縦軸とした表示をする。
外部反射法
非金属表面上の薄膜や分子吸着種の赤外スペクトルを測定する反射測定法。s偏光および p偏光のいずれも利用できる。入射角に応じて、吸収スペクトルの形状や強度、さらには符号まで変化する、複雑なスペクトルを与える。特に符号は分子吸着種の官能基の配向を反映しているため、利用価値が大きい。しかし、一般に非金属上での反射率は非常に低く、MCT検知器を用いても S/Nの良い測定は難しいことが多い。
減衰全反射(attenuated total reflection, ATR)法
内部反射法に分類される。試料を屈折率の大きい媒質結晶に密着させ、入射角を臨界角より大きくとり、試料とATR結晶間で全反射が起きるように設定する。全反射が生じるとき、界面で光は試料側に少しだけもぐりこんで反射されてくる（エバネッセント波）。試料に吸収のある領域では、吸収の強さに応じて反射光のエネルギーが減少する。この反射光を測定することによりスペクトルが得られる。反射回数は1回の単反射のものから7-21回程度の多重反射型まで選べる。単反射の場合は、半筒型プリズムによる入射角を変えた測定も可能だが、多重反射型の場合は固定入射角の台形（または平行四辺形）プリズムを用いる。全反射条件を守るため、プリズムと試料の屈折率をあらかじめ調べ、臨界角より十分大きな入射角に設定する必要がある。

### 分光部
FT-IR の分光部は、分光素子（プリズムや回折格子）の代わりに、主としてマイケルソン干渉計が用いられる。この干渉計は一枚のハーフミラーと二枚の反射鏡（固定鏡と移動鏡）より構成される。
干渉計に入射した光は、ハーフミラーによって反射光と透過光に分割される。一方の光は固定鏡で反射され、もう一方は移動鏡で反射されて、再びハーフミラーに戻り、合成されて検出器へと進行する。
ハーフミラーから2枚の反射鏡までの光路が等しい場合は、光の干渉は生じないため、強度は最大となる。一方、移動鏡が動いて光路に差が生じた場合、2つの反射光間で干渉が生じ、光の強度に変化が生じる。
簡単のため、光が単色（波長λ）とすると、光路差が波長の整数倍 (nλ) のとき干渉によって強めあい、光の強度は極大となる。一方、光路差が nλ + λ/2 となるとき、光の強度はゼロとなる。移動鏡を連続的に動かすと、検出器で観測される光の強度はサインカーブを描く。
実際の測定では光は連続光であるから、観測される光の強度は各波長の描くサインカーブの重ね合わせとなり、干渉パターン（インターフェログラム）は波束の形を示す。この干渉パターンを高速フーリエ変換 (FFT) することによって、各周波数成分を横軸としたスペクトルに変換できる。
この分光計では、FFT演算に堪えうる正確な干渉図形の測定を必要とするため、移動鏡の位置を精密に測定することが不可欠である。このため、He-Neレーザーを分光器内部に備え、赤外光のみならずレーザー光線の干渉図形も同時に測定されるように設計されている。この結果、波数ドメインのスペクトルに変換した後も、正確な横軸が再現性良く得られ、積算測定を理想的に行うことができる。すなわち、S/N比を大きく改善することができる。

### 検出部
FT-IR の検出器には、主として半導体型のテルル化カドミウム水銀（HgCdTe、通称MCT）検出器または焦電型の硫酸トリグリシン（Triglycine sulfate、通称 TGS（あるいは水素イオンを重水素化した DTGS））検出器が用いられる。MCT は暗い赤外光(5000～650c m−1)を高感度に検出するのに適しており、液体窒素温度で動作する。一方、TGS は室温で動作し、明るい赤外光を大きなダイナミックレンジで測定(7800～350 cm−1) するのに適している。このため、透過率や反射率の高い試料を測定するには TGS が向いており、逆に外部反射法や多重反射型ATR の測定には MCT が適していることが多い。
また近赤外光にはInGaAsやPbSeなどの検出器が対応しており、12500～3800 cm−1 を検出する。